# Důl Simson
Důl Simson byl černouhelný důl ve městě Zbýšov v Rosicko-oslavanské pánvi, který fungoval v letech 1853–1925.

## Historie
Jámu dolu Simson zarazili v roce 1848 Jan a Antonín Müllerovi, provoz dolu byl zahájen o pět let později. Jeho těžní věž byla zděná, ve strojovně se nacházel parní jednoválcový těžní stroj. Roku 1862 byla u dolu ukončena železniční vlečka vedoucí z dnešní Zastávky. V roce 1884 byla provedena rekonstrukce strojovny, při níž byl těžní stroj vyměněn za nový parní dvouválcový. K velké přestavbě dolu došlo v roce 1902: byla zřízena nová strojovna s novým parním těžním strojem z blanenské strojírny Breitfeld-Daněk, stará strojovna se stala součástí jámové budovy, zděná těžní věž byla snížena a nahrazena ocelovou těžní věží s výškou 24 m. Mezi lety 1906 a 1908 zde byla zřízena koksovna, roku 1910 (podle jiného zdroje již 1895) byl důl spojen nákladní visutou lanovou dráhou s dolem Františka v Padochově.
Nicméně již v roce 1925 byla těžba v dole Simson ukončena a jeho důlní pole bylo připojeno k dolu Kukla. Od roku 1942 sloužil důl Simson jako výdušná jáma jižního pole sousedního dolu Antonín; některé objekty dolu byly zbořeny a těžní stroj byl převezen na důl Jindřich. Naopak zde byl nainstalován elektrický ventilátor. Již roku 1949 se sem vrátil těžní stroj, tentokrát šlo o elektrický z ČKD z roku 1947, který ale sloužil pouze pro údržbu jámy a pro mimořádné jízdy. Od roku 1950 využívala upravený objekt nové strojovny Ústřední báňská záchranná stanice Rosických uhelných dolů (později Obvodní báňská záchranná stanice Zbýšov u Brna). V roce 1955 byl ukončen provoz koksovny. Roku 1987 byla jáma dolu Simson od druhého patra (180 m) zasypána. V souvislosti s ukončením těžby v rosicko-oslavanském revíru byl v roce 1992 i zbytek jámy zasypán a samotná jáma zakryta železobetonovou deskou. Důl dosáhl sedmého patra a maximální hloubky 625 m.
V roce 1999 byla bývalá nová strojovna přestavěna na bytový dům, jámová budova se dočkala rekonstrukce mezi lety 2004 a 2010.
Ocelová těžní věž dolů byla památkově chráněna, ovšem v roce 2020 Ministerstvo kultury České republiky rozhodlo, že zápis objektu do státního seznamu kulturních památek z roku 1989 proběhl opožděně, takže památková ochrana skončila 31. prosince 1987.

## Galerie

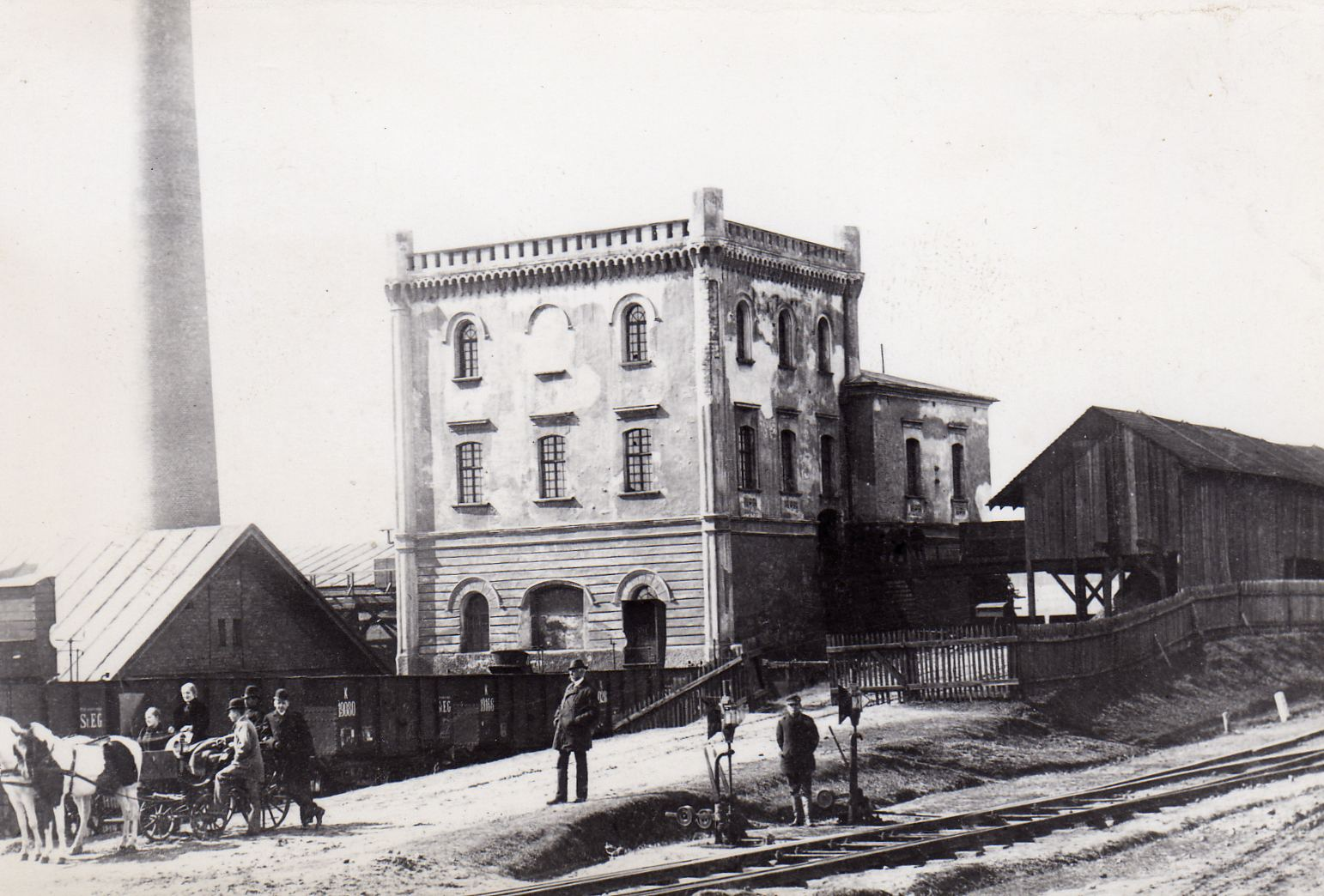
Důl Simson v roce 1888
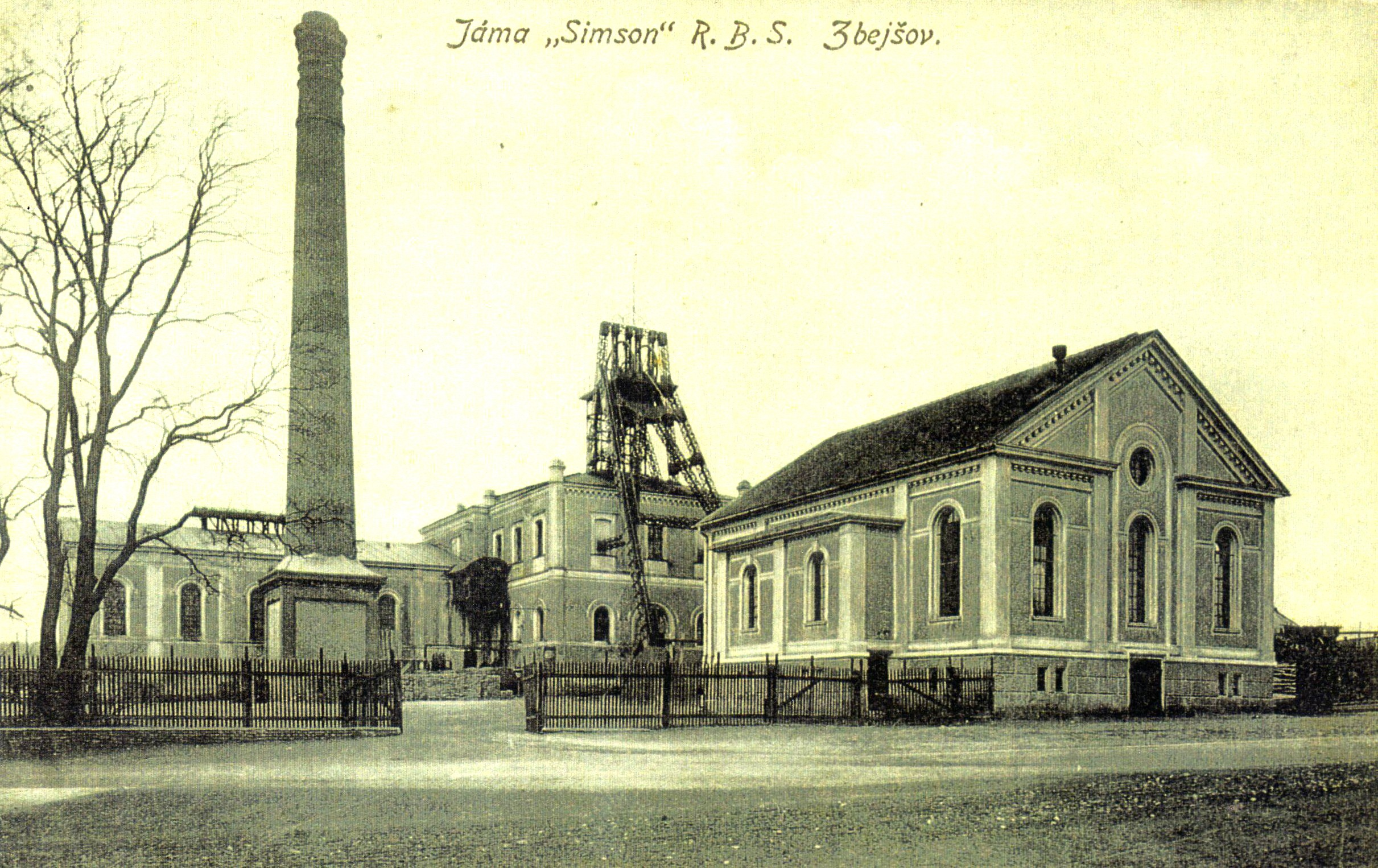
Areál dolu Simson na začátku 20. století